# HD 158148
HD 158148，又名BD+20 3481，SAO 85095、HR 6502，是一颗恒星，视星等为5.54，位于銀經42.71，銀緯27.27，其B1900.0坐标为赤經17h 22m 30.1s，赤緯+20° 27.27′ 58″。